# Sphaenorhynchus lacteus
A Sphaenorhynchus lacteus a kétéltűek (Amphibia) osztályának békák (Anura) rendjébe és a levelibéka-félék (Hylidae) családjába tartozó faj.

## Előfordulása
A faj Brazíliában, Ecuadorban, Kolumbiában, Francia Guyanában, Guyanában, Peruban Suriname-ban, Trinidad és Tobagón, Venazualában és valószínűleg Bolíviában él. Természetes élőhelye szubtrópusi vagy trópusi nedves síkvidéki erdők, szubtrópusi vagy trópusi mocsarak, folyók, nedves szavannák, szubtrópusi vagy trópusi időszakosan nedves vagy elárasztott síkvidéki rétek, mocsarak, édesvizű mocsarak, időszakos édesvizű mocsarak, belső deltatorkolatok, lepusztult erdők, időszakosan elárasztott mezőgazdasági területek, csatornák, árkok.